# 静岡鉄道クモハ100形電車
静岡鉄道クモハ100形電車（しずおかてつどうクモハ100がたでんしゃ）はかつて静岡鉄道（静鉄）に在籍した通勤形電車。自社長沼工場で新製された一連の「静鉄形電車」の基本となった形式である。
本項では、本形式の熊本電気鉄道への譲渡車である熊本電気鉄道500形電車（くまもとでんきてつどう500がたでんしゃ）、および日立電鉄への譲渡車である日立電鉄クモハ100形電車（ひたちでんてつクモハ100がたでんしゃ）についても記述する。

## 概要
静鉄の車両は1957年（昭和32年）に登場した21形以降、自社長沼工場にて新製されていたが、いずれも車体長14m級の小形車両であった。しかし、1961年（昭和36年）に登場した本形式は車体長17mの堂々たる車体に近代的な設備を持った車両として新製されたのである。このような大手私鉄の新型車両に匹敵する内容の車両を、一地方私鉄が自社工場で内製したということで、登場当時は趣味誌等で取り上げられ話題となった。以降、1966年（昭和41年）までに全10両が製造され、本形式で確立された基本仕様は後継形式である300形・350形にも踏襲された。

### 車両概要
裾絞りを有する全鋼製車体に片側3ヶ所の客用扉を設置する。丸妻形状の正面には貫通扉を備え、前頭部には行先表示幕が装備され、正面腰部左右には前照灯および標識灯が各一つずつ設置された。客用扉は静鉄初の両開扉を採用したが、扉幅は1,150mmと標準的な両開扉よりも若干狭くなっている。側窓はアルミサッシを採用し、上段下降下段上昇式の二段窓であった。なお、クモハ106までは両運転台車として竣工し、窓配置はdD3D3Dd（d：乗務員扉, D：客用扉, 戸袋窓は省略）であったのに対し、クモハ107以降は当初より片運転台車として竣工し、窓配置はdD3D3D1であった。車内はロングシート仕様で、室内灯は当初より蛍光灯を採用し、車内放送装置および電気暖房装置を備えていた。パンタグラフは奇数車が新静岡寄りに、偶数車が新清水寄りにそれぞれ搭載するが、クモハ109・クモハ110のみは各車の連結面寄りにパンタグラフを搭載していた。
このような近代的な仕様の車体周りとは対照的に、床下機器は一部を除いて全て他社から購入した中古品および自社のストック品で占められ、古色蒼然とした仕様となっている。主電動機は東洋電機製造製TDK-31SNで駆動方式は吊り掛け駆動、台車はJ.G.ブリル27-MCB-2・日本車輌製造D14などの釣り合い梁式台車を装着する。唯一主制御器のみは新製され、日本では珍しい電空油圧カム軸式間接自動加速制御器である東洋電機製造ES-801-Aを各車に搭載した。制動装置はSME非常弁付直通空気ブレーキで、電気制動の装備はない。
以下、製造年次ごとに各車の概要について述べる。

#### クモハ101・クモハ102
1961年（昭和36年）と翌1962年（昭和37年）に各1両が新製された。前述のように主要機器は流用品で占められていたとはいえ、新製当時は静鉄一の高性能車であり、試運転時には最高速度80km/h以上を記録して乗務員から「走り過ぎて困る」との評が上がったほどであった。なお、本グループのみは窓周りがクリーム色、その他をブルーとした旧塗装で竣工している。

#### クモハ103 - クモハ106
1963年（昭和38年）から1964年（昭和39年）にかけて4両が新製された。基本的な仕様はクモハ101・クモハ102に準ずるが、本グループはローズレッドとクリーム色のツートンカラーの新塗装で竣工し、この塗り分けが静岡清水線在籍車両の標準塗装として従来車にも踏襲された。

#### クモハ107 - クモハ110
1965年（昭和40年）から1966年（昭和41年）にかけて4両が新製された。静岡清水線における運用が2両編成が基本となったことから、本グループから片運転台仕様・2両固定編成で竣工した。連結面は切妻構造とされたことに加え、前照灯がシールドビーム化されてライトケースが縮小されたことで正面から受ける印象に変化が生じている。また、客用扉の窓角Rが大きいタイプに変更された。なお、クモハ109・クモハ110のみは他車と仕様が異なり、正面窓の天地寸法が若干縮小された他、前述のようにパンタグラフが各車の連結面に搭載されていた。
なお、静岡鉄道では急行運用に就く車両に、駅到着時や通過時に吹鳴するミュージックホーンを搭載し、急行運用に際して列車種別を表示板で表示していたため、正面中央窓下に種別板受けを設置していた。本形式では本グループのみ、これら装備を搭載していた。

### その後の経緯
前述のように静岡清水線の全列車が2両編成での運行となったことから、両運転台仕様で新製されたクモハ101 - クモハ106についても片運転台化・2両固定編成化が施工されている。固定編成化に際してはクモハ101-クモハ102のように続番で組み合わされ、パンタグラフが編成両端にくるよう編成された。運転台跡は完全に撤去され客室化されたが、妻面形状は丸妻のままであり、乗務員扉跡に新設された側窓も寸法的な問題から幅の狭いものとされたことで、当初から片運転台車として竣工したクモハ107 - クモハ110とは容易に見分けることが可能であった。その後、クモハ101 - クモハ106については正面非貫通化および前照灯のシールドビーム化も併せて施工されている。
静岡清水線における主力形式として使用された本形式であったが、1000形導入による従来車代替の進捗に伴い、本形式もまた代替対象となった。1976年（昭和51年）にクモハ101 - クモハ106が、1979年（昭和54年）にクモハ107 - クモハ110がそれぞれ廃車となり、形式消滅した。
なお、解体処分されたクモハ101・クモハ102以外の8両については、クモハ103 - クモハ108が熊本電気鉄道に、クモハ109・クモハ110が日立電鉄にそれぞれ譲渡されている。

## 譲渡先における動向
以下、他社へ譲渡されたクモハ103 - クモハ110の譲渡先における動向について記述する。

### 熊本電気鉄道500形
老朽化した従来車の置き換えを検討していた熊本電気鉄道では、1976年（昭和51年）と1979年（昭和54年）の2度にわたって本形式3編成6両を譲り受け、500形として導入した。
旧番対照
- クモハ103-クモハ104 → モハ501-モハ502　1976年（昭和51年）12月竣工
- クモハ105-クモハ106 → モハ503-モハ504　1976年（昭和51年）12月竣工
- クモハ107-クモハ108 → モハ505-モハ506　1979年（昭和54年）11月竣工

奇数車が菊池向き、偶数車が藤崎宮前・上熊本向きとされ、車体塗装が当時の熊本電気鉄道における標準塗装であった上半分クリーム色、下半分赤茶色に塗装変更された他は、ほぼ静鉄在籍当時そのままの仕様で運用された。1980年（昭和55年）に偶数車が車番はそのままに電装解除され、MT比が1:1化された。なお、制御車化された3両については、後年整備の都合から台車を東急デハ3450形の廃車発生品である川崎車輌（現・川崎重工業車両カンパニー）製の川車3450形釣り合い梁式台車に交換され、仕様の統一が図られている。
1986年（昭和61年）のワンマン運転開始に伴い、本形式もワンマン化改造が実施され、同時に車体塗装について下半分を橙色に塗装変更された。その後、1987年（昭和62年）にクハ504が事故で被災し休車となり、連結相手を失ったモハ503は同年10月に、静鉄当時に撤去されていた運転台を復活させる形で両運転台化され、モハ600形601と新形式に区分された（詳細は後述）。

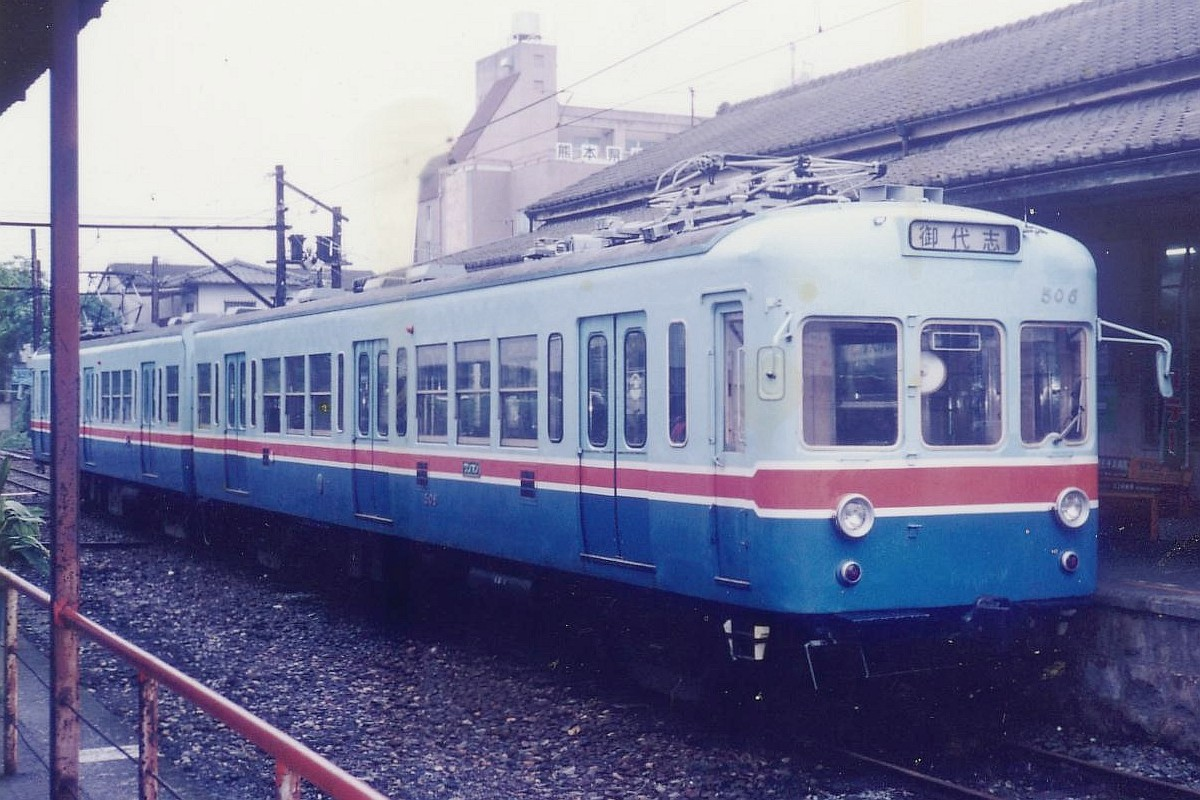
新塗装になったクハ506 - モハ505
（藤崎宮前駅　1995年頃）

1991年（平成3年）頃から、休車中のクハ504を除く全車が5000形と同じ上半分がスカイブルー、下半分が青色に朱色帯の新塗装に順次塗り替えられた。しかし、同時期には外板の薄い軽量構造が災いして車体の老朽化の進行が顕著となりつつあり、また代替車として6000形・200形が投入されたため、以下のように順次廃車された。
- 1996年（平成8年）1月16日付 ： クハ504[9]・モハ505
- 1997年（平成9年）1月25日付 ： クハ506[10]
- 1999年（平成11年）1月13日付 ： モハ501-クハ502

廃車後は後述600形を含め、全車解体処分されている。

#### 600形
前項で述べたように、事故で編成相手を失ったモハ503を両運転台化し、新形式に区分したものである。同車は元来両運転台車であったことから形態的な違和感はなく、増設された運転台の前面形状も既設側とほぼ同一であったが、前照灯ケースの形状や行先表示幕の外枠形状等に差異が見られた。また、両運転台化に際して藤崎宮前側にもパンタグラフを増設している。
主に北熊本 - 上熊本間の通称「上熊本線」で運用されていた。両運転台仕様であることによる使い勝手の良さから、熊本入りした元100形のみならず、全10両中最後まで現役車両として残存した元100形であった同車であったが、老朽化により2000年（平成12年）1月11日付で廃車となった。

#### 編成表
| ← 菊池藤崎宮前/上熊本 → |         |
| Mc1                     | Mc2     |
| モハ501                 | モハ502 |
| モハ503                 | モハ504 |
| モハ505                 | モハ506 |

| ← 御代志藤崎宮前/上熊本 → |              |
| Mc                        | Tc           |
| モハ501                   | クハ502      |
| モハ601                   | クハ504 (休) |
| モハ505                   | クハ506      |

### 日立電鉄クモハ100形

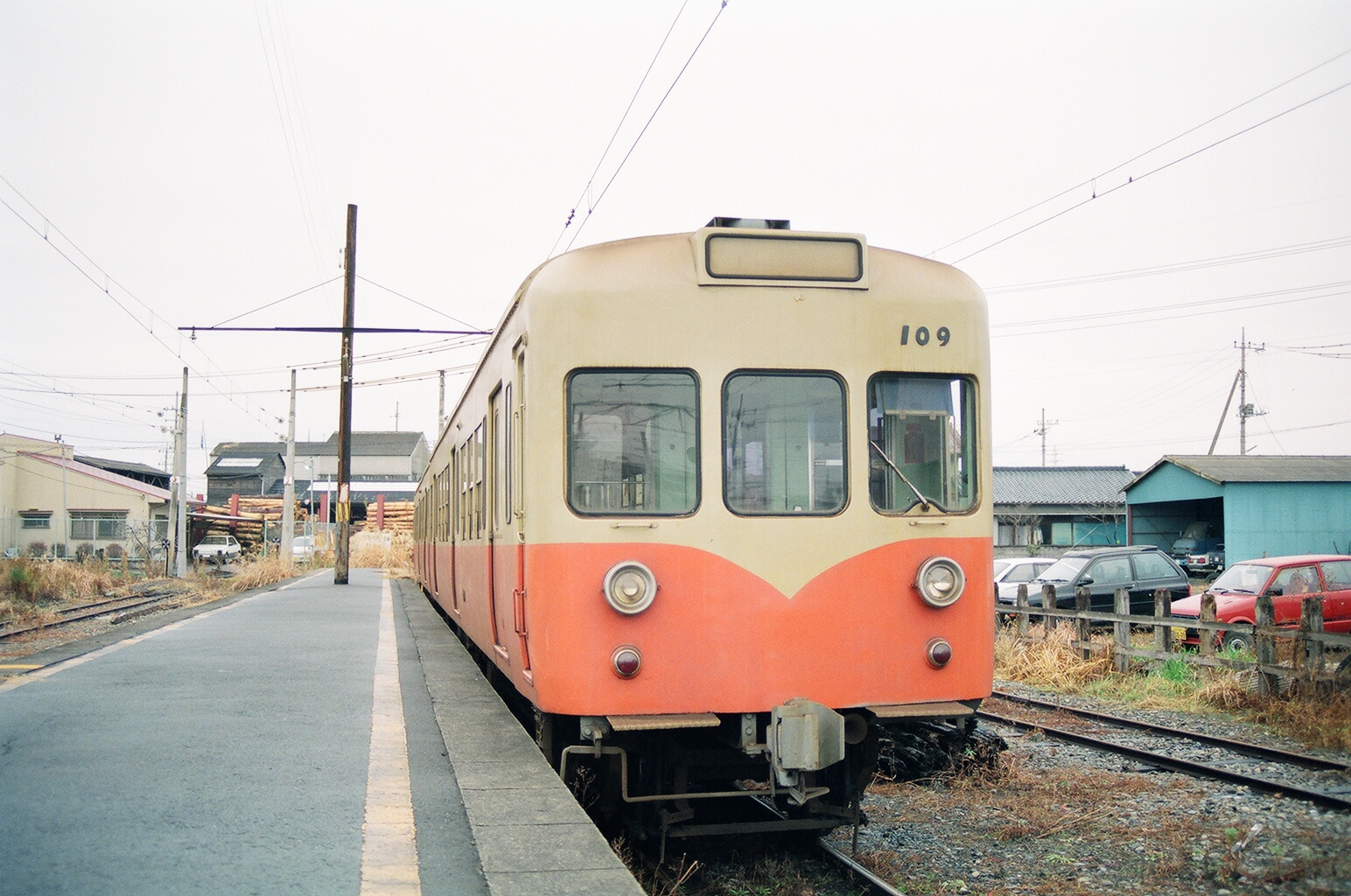
日立電鉄クハ109 - クモハ110（1991年）

日立電鉄では1979年（昭和54年）にクモハ109-クモハ110の1編成2両を譲り受け、同年12月より運用を開始した。クモハ109は入線直後から制御車代用として使用されており、1981年（昭和56年）8月には電装解除されてパンタグラフを撤去し、車番はそのままに正式に制御車となった。塗装は日立電鉄の標準塗装である上半分クリーム色、下半分オレンジ色となり、静鉄時代と同様の2両固定編成で使用された。
同社では日中の単行電車でワンマン運転を実施していたが、本形式は2両固定編成であったためワンマン運転には供されず、主に朝夕ラッシュ時の車掌乗務列車に使用された。しかし本形式もまた熊本電気鉄道に譲渡された車両と同様の問題を抱え、機器の老朽化も進行したことから、元営団2000形の2000形・3000形の導入に伴って1993年（平成5年）4月30日付で廃車となった。廃車後は車体のみが民間に売却され、倉庫として利用されていたが、クモハ110は潮風による腐食が進んだため2016年（平成28年）ごろに解体撤去され、クハ109は2025年（令和7年）に「清水鉄道遺産保存会」に引き取られ、修復の上保存展示する予定となっている。